# Dolna Wieś (Nysa)
Dolna Wieś (niem. Nieder Neuland) – część miasta, nieoficjalna dzielnica Nysy.
Położona w południowo-wschodniej części miasta. Znajdują się tu liczne zakłady przemysłowe. 
Wyznaczają ją:
- ulica Marszałka Józefa Piłsudskiego
- Linia kolejowa nr 137
- ulica Jagiellońska

Dolna Wieś sąsiaduje z dzielnicami: Śródmieście, Karłów, Zwierzyniec oraz Średnia Wieś.
Najważniejsze obiekty na terenie dzielnicy to: Fort III, Siedziba Radia Nysa i Zajezdnia MZK.
Dolna Wieś powstała jako wieś w pobliżu Nysy, włączona do miasta w 1910 roku.

## Przypisy

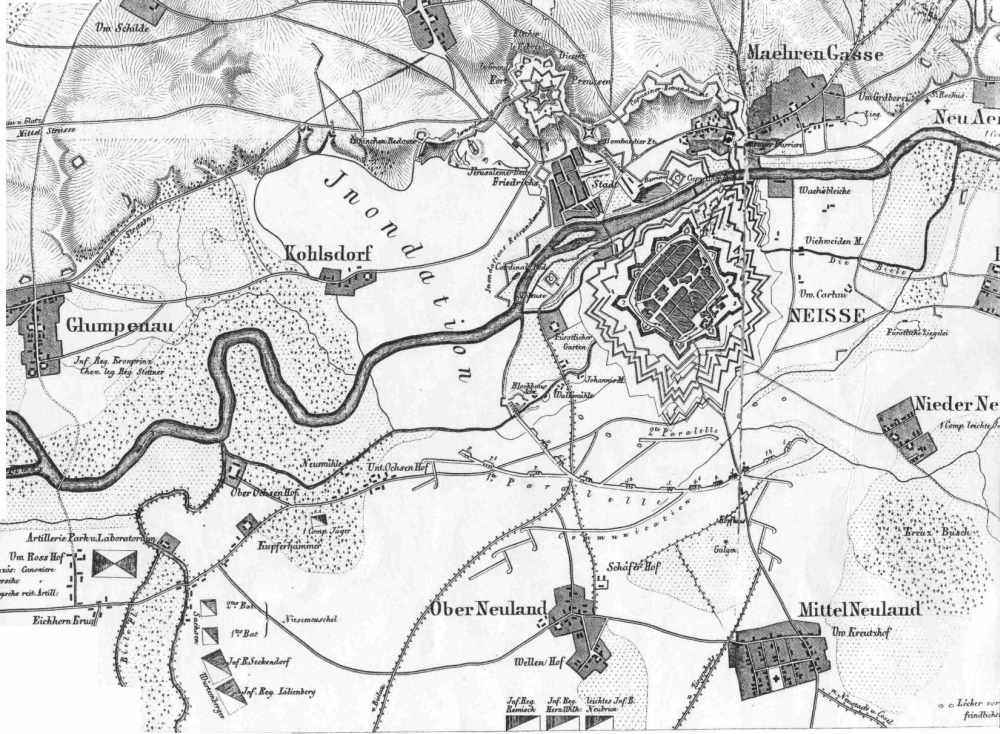
Plan okolic Nysy z 1807 roku. Nieder Neuland - Dolna Wieś.